# Argyrophis hypsobothrius
Espèce
Synonymes
- Typhlops hypsobothrius Werner, 1917
- Indotyphlops hypsobothrius (Werner, 1917)

Statut de conservation UICN

 DD  : Données insuffisantes
Argyrophis hypsobothrius est une espèce de serpents de la famille des Typhlopidae.

## Répartition
Cette espèce est endémique de l'île de Sumatra en Indonésie.

## Description
L'holotype d'Argyrophis hypsobothrius mesure 285 mm.

## Publication originale
- Werner, 1917 : Über einige neue Reptilien und einen neuen Frosch des Zoologischen Museums in Hamburg. Beiheft zum Jahrbuch der Hamburgischen Wissenschaftlichen Anstalten, vol. 34, no 2, p. 31-36 (texte intégral).